# Parlamentswahl in Botswana 2024

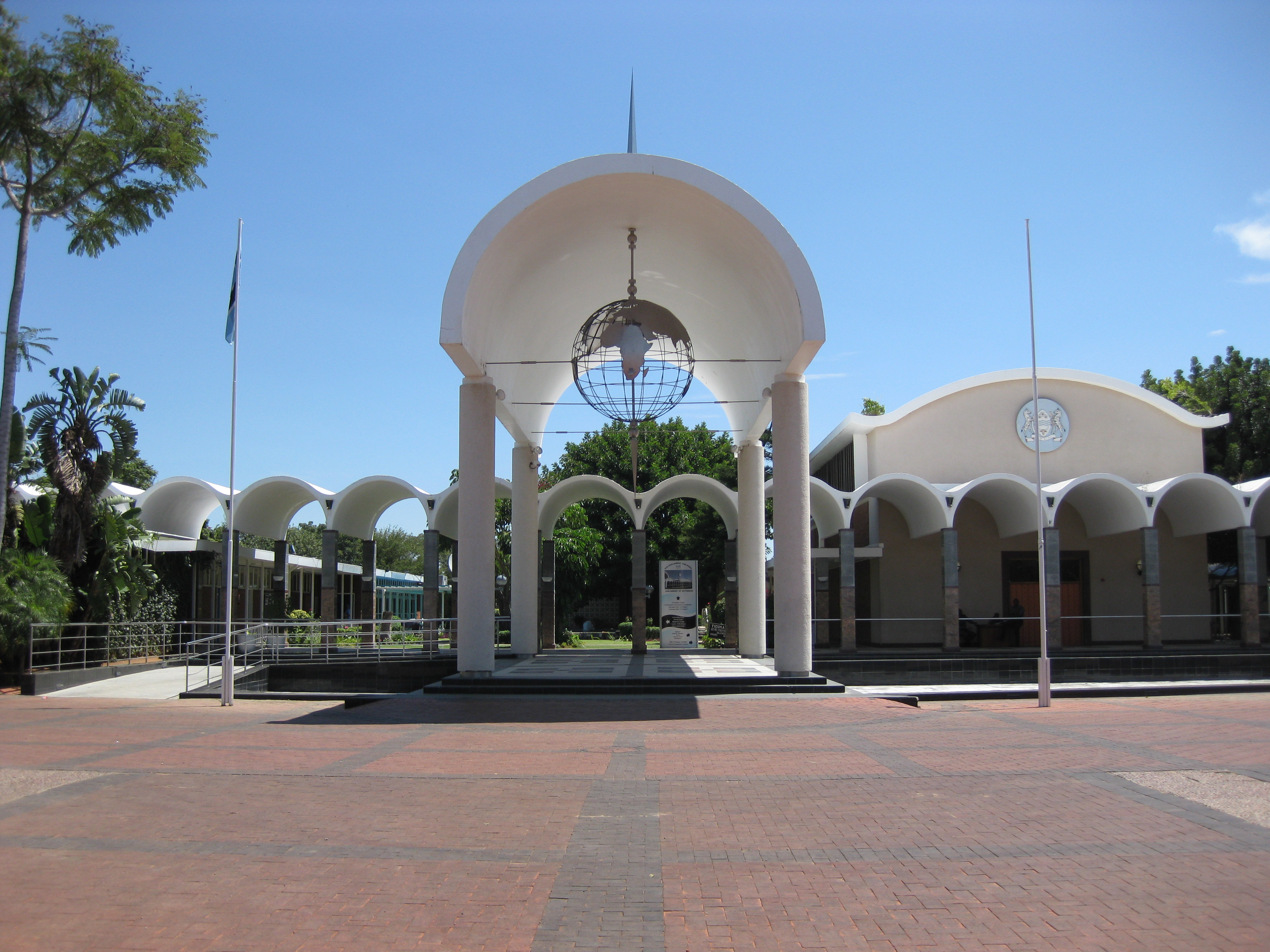
Parlamentsgebäude in Gaborone

Die Parlamentswahl in Botswana 2024 fand am 30. Oktober 2024 statt. Erstmals seit der Unabhängigkeit vor 58 Jahren gewann nicht die Botswana Democratic Party (BDP) die Wahl. Das Bündnis Umbrella for Democratic Change (UDC) errang den Wahlsieg.
Staatspräsident Mokgweetsi Masisi von der BDP gestand die Wahlniederlage ein und versicherte, dass es einen geordneten Übergang an die neue Regierung geben werde. Duma Boko wurde in Folge des Ergebnisses der Wahl von der neuen Nationalversammlung zum Staatspräsidenten gewählt.
Wahlbeobachter, unter anderem der SADC, bezeichneten die Wahl als frei und fair.

## Ausgangslage
Seit der Unabhängigkeit Botswanas vom Vereinigten Königreich war das Land von der Botswana Democratic Party (BDP) regiert worden, die in allen elf vorangegangenen Parlamentswahlen seit 1966 komfortable Mandatsmehrheiten in der Nationalversammlung erzielen konnte. Der anhaltende Erfolg der BDP wurde von Beobachtern darauf zurückgeführt, dass Botswana unter ihrer Regierung eine anhaltende wirtschaftliche Entwicklung durchlaufen und einen der höchsten durchschnittlichen Lebensstandards auf dem afrikanischen Kontinent erreicht hatte. Die politische Kultur Botswanas war durch Stabilität und weitgehende Gewaltfreiheit gekennzeichnet.
Seit 2018 amtierte Mokgweetsi Masisi als Präsident Botswanas. Er war ursprünglich mit Unterstützung seines Amtsvorgängers Ian Khama ins Präsidentenamt gelangt. Schon kurz nach Masisis Amtsübernahme kam es jedoch zu einem Zerwürfnis der beiden Männer. Khama verließ im Mai 2019 die BDP und wirkte an der Gründung einer neuen Partei, der Botswana Patriotic Front (BPF) mit. Die Parlamentswahl 2019 konnte die BDP unter Masisi Führung mit 52,65 Prozent der Stimmen erneut gewinnen. Das Zerwürfnis zwischen Masisi setzte sich nach der Wahl 2019 fort. Khama warf seinem Amtsnachfolger „Machtbesessenheit“ vor, beschuldigte ihn, ihn vergiften zu wollen, und ging Ende 2021 schließlich ins Exil nach England. Gleichzeitig wurden verschiedene Prozesse in Botswana gegen Khama unter verschiedenen Vorwürfen, u. a. der Geldwäsche, des illegalen Besitzes von Schusswaffen etc. angestrengt. Khama bezeichnete die gegen ihn erhobenen Vorwürfe als „fabriziert“ und Teil eines Komplotts gegen ihn.
Im Vorfeld der Wahl zeichnete sich bereits in Meinungsumfragen eine mögliche Wahlniederlage der BDP ab. Seit der Amtsübernahme durch Masisi gab es zunehmende Kritik an der Regierung, der Korruption und Vetternwirtschaft, sowie Eingriffe in die Unabhängigkeit des Justizsystems vorgeworfen wurden. Nach einer Umfrage des Afrobarometers im März 2024 beurteilten 69 Prozent der Befragten Masisis Amtsführung negativ. Eine große Mehrheit der Befragten befürwortete außerdem eine stärkere Kontrolle des Präsidenten durch die Nationalversammlung. Die Kritik wurde auch durch die anhaltend hohe Arbeitslosigkeit von mehr als 25 Prozent, besonders auch unter Jüngeren, befeuert. Zudem ist das Vermögen Botswanas, das sich sehr stark aus den Erträgen der Diamantenminen speist, sehr ungleich verteilt, erkennbar am Gini-Index des Landes. In Reaktion auf die Kritik versprach die BDP im Wahlkampf, sich für einen politischen „Wandel“ einzusetzen. BDP-Sprecher wiesen darauf hin, dass die BDP-Regierung im Jahr 2023 mit der Diamantenfirma De Beers einen Vertrag ausgehandelt habe, nach dem künftig 30 % und nicht wie bisher 25 % der im Land geschürften Rohdiamanten an den Staat gehen sollten. Dieser Anteil soll bis zum Jahr 2034 auf 50 % steigen.
Die größte Oppositionsbündnis, der Umbrella for Democratic Change (UDC), sprach der BDP das Recht ab, Veränderungen einzufordern. Als Regierungspartei habe sie lange genug Zeit gehabt, Änderungen umzusetzen. Es sei jetzt Zeit für einen Wechsel. Duma Boko kündigte im Wahlkampf an, binnen fünf Jahren 400.000 Arbeitsplätze zu schaffen und den Mindestlohn zu verdoppeln. Von Beobachtern wurde der Wahlausgang als schwer prognostizierbar angesehen.

## Wahlsystem
Die 69 Mitglieder der botswanischen Nationalversammlung setzen sich aus 61 direkt nach Mehrheitswahl gewählten Mitgliedern zusammen, einer aus jedem Wahlkreis. Acht Mitglieder werden vom Staatspräsidenten ernannt bzw. sind Mitglieder von Amts wegen.
Das aktive Wahlrecht haben alle Botswaner, die mindestens 18 Jahre alt sind und vor der Registrierung als Wähler mindestens 12 Monate im Land gelebt haben. Unzurechnungsfähige Personen, Personen mit mehrfacher Staatsangehörigkeit, Sträflinge mit Todesstrafe, Gefangene mit einer Haftstrafe von mehr als sechs Monaten und Wahlbetrüger dürfen keine Stimme abgeben. Das passive Wahlrecht haben Kandidaten, die mindestens 21 Jahre alt und nicht bankrott sind, sowie Englisch sprechen und lesen können.
Der botswanische Präsident wird am Beginn der Legislaturperiode durch die Nationalversammlung gewählt.

## Wahlergebnis
| Endergebnis                                                                                  | Endergebnis                           | Endergebnis | Endergebnis | Endergebnis | Endergebnis | Endergebnis |
| Partei                                                                                       | Partei                                | Stimmen     | Stimmen     | Stimmen     | Sitze       | Sitze       |
| Partei                                                                                       | Partei                                | Anzahl      | %           | ±           | Anzahl      | ±           |
| -------------------------------------------------------------------------------------------- | ------------------------------------- | ----------- | ----------- | ----------- | ----------- | ----------- |
|                                                                                              | Umbrella for Democratic Change (UDC)  | 310.862     | 37,22       | +1,3        | 36          | +21         |
|                                                                                              | Botswana Congress Party (BCP)         | 175.326     | 20,99       | –*          | 15          | +4          |
|                                                                                              | Botswana Democratic Party (BDP)       | 254.632     | 30,49       | −22,1       | 4           | −34         |
|                                                                                              | Botswana Patriotic Front (BPF)        | 69.414      | 8,31        | +3,9        | 5           | +2          |
|                                                                                              | Botswana Republican Party (BRP)       | 3.212       | 0,38        | –           | 0           | –           |
|                                                                                              | Botswana Movement for Democracy (BMD) | 1.146       | 0,14        | 0           | 0           | 0           |
|                                                                                              | Real Alternative Party (RAP)          | 222         | 0,03        | +0,01       | 0           | 0           |
|                                                                                              | Unabhängige                           | 20.434      | 2,45        | +0,8        | 1           | +1          |
| Gesamt                                                                                       | Gesamt                                | 835.248     | 100,0       | –           | 61          | –           |
| Wahlberechtigte                                                                              | Wahlberechtigte                       | 1.038.275   |             |             | –           | –           |

Ergebnisse in den Wahlkreisen

| Quelle: Independent Electoral Commission of Botswana *Die BCP trat 2019 als Teil des UDC an. |                                       |             |             |             |             |             |